# Ільо Воєвода
Ільо Воєвода (болг. Ильо Войвода, Ильо Малешевски, Дядо Ильо) — видатний болгарський гайдук, воєвода, борець за звільнення від османів Болгарії і Македонії, національний герой цих країн. Нерідко його називають «останнім гайдуком», «останнім воєводою».

## Життєпис
Народився у селі Берово (Малешевско) 28 травня 1805 року в сім'ї незаможних селян. Ім'я при народженні Ілія Марков Попгеоргієв (болг. Илия Марков Попгеоргиев). Ілія не мав змоги навчатися через бідність, але з дитинства був кмітливим і сміливим, вирізнявся серед однолітків непокорою до існуючого ладу. Дуже рано приєднався до революційної діяльності. Його дядько, піп Георги, воєвода гайдуцького загону (чети) загинув у бою з башибузуками. Це теж справило враження на юнака і спонукало його до боротьби з османами. До 20 років Ілія жив у своєму селі, але через його непокору місцевому османському чиновнику, який чіплявся до його сестер, змушений був поїхати до Рильського монастиря, де мав багато зустрічей і бесід з місцевими релігійними діячами, які здійснювали просвітницьку діяльність у Болгарії. Ілію призначили охоронцем-зберігачем болгарських православних святинь (болг. пандурин). Він прослужив пандурином аж 18 років, вівши військову боротьбу з різними розбійними зграями, від яких успішно боронив церковні реліквії. Тоді ж він часто спілкувався й з гайдуками, які мали притулок у монастирі, ховались там при пораненнях.

## Гайдуцька діяльність

### Перші роки боротьби
У 1838 році Ілія повернувся до рідного села, одружився з Цоною. Але в нього виник конфлікт з місцевим начальником польової варти (болг. кърсердар), який із засідки вбив брата Ілії Станко. Тоді Ілія заколов османа ножем і, уникнувши засідки, яка на нього чатувала, з невеликою четою відбув у гори. Його вибрали воєводою і тоді він почав іменуватися Ільо Воєводою. Він кілька років воював проти османів, прапороносицею в четі була його сестра Марія. Чета збільшилась до 70 гайдуків, а під час Кримської війни навіть до 200. З появою російської армії на Дунаї Ільо Воєвода почав організувати населення для широкого руху боротьби з османами і створив мережу помічників, прихильників і послідовників. Він появлявся там, де місцеве населення було залякане османами і башибузуками, і практично завжди наносив їм поразку. Був визнаним майстром організації оригінальних засідок на ворога. Один з місцевих чиновників Кюстендила доповідав центральній владі, що «грабіжник-гяур є невразливим і куля його не бере». Коли цей чиновник кинув дружину Ільо до в'язниці, Воєвода просто погрозив тому смертю. Злякавшись, чиновник був змушений звільнити жінку. У 1854 році Ільо отримав інформацію, що османи замислили серйозну каральну акцію проти болгарського населення у місті Дупниця. Ільо попередив у своєму посланні владу, що якщо проти болгарського населення буде застосовано силу, то він зрівняє с землею осмаські поселення. Османи відмінили свою операцію.
Центральна влада спробувала застосувати хитрість. Ільо був прощений і отримав султанський указ про це. Йому було дозволено оселитися у Кюстендилі з дружиною, навіть зберегти особисту зброю. Але хитрість була в тому, що влада готувала його вбивство руками місцевих турків — начебто через їхнє обурення. Ільо про це вчасно дізнався, вбив разом із друзями-гайдуками заколотників і поновив збройну боротьбу, відбувши з новоствореною четою у гори. У 1859 році османи сплюндрували домівку Ільо в Кюстендилі, а його дружину Цону з трьома дітьми кинули до своєрідної в'язниці у місті. У той же час османи повісили захоплених у боях кількох четників, сподвижників Ільо. Серйозна атаки на чету Ільо Воєводи змусили його все більше ховатися у найнедоступніших гірських районах, зменшивши через це беспосереднью військову діяльність.

### Діяльність у Сербії
У 1860 році Ільо вдалося перекинути частину своєї чети до Сербії, а в 1861 році він почав службу в Першій болгарській легії під началом ідеолога національно-визвольного руху Георги Раковски. Йому було поставлене завдання об'єднати розрізнені болгарські чети і окремих гайдуків у загони, які б володіли навичками партизанської боротьби.
«Як нас болгар, так і сербів дядо Ільо зачаровував своїм героїчним виглядом, своєю відвертістю й доброзичливістю, які ґрунтівалися на твердій волі і сильному характері. Хоча в Сербії його оточувало „неправильне суспільство“, але він зберіг свої нрави й звички. Як його юність, так і його мораль були просто неповторні. У тому відношенні він був просто чудовим і робив честь нашому народу. При цьому він любив проповідувати серед болгар в Сербії патріотизм і ненависть до турків. А на свята і канікули вчив болгарських учнів стріляти, для чого купив їм рушниці і часто водив на полювання…» Петар Берковски (болг. Петир Берковски), болгарський революціонер, соратник Васила Левски.

Йому вдалося продемонструвати військовий вишкіл болгарських повстанців, коли 2 червня 1862 року під його керуванням четницький батальйон у складі легії вдало штурмував османську фортецю Кале, проявив героїзм. Недаремно саме його батальйону було довірене нести прапор легії. Саме в цій битві Ільо здобув широке визнання як серед болгар, так й сербів. Через свій поважний вік він отримав нове прізвисько Дядо Ільо. У 1876 році у віці 70 років разом з воєводами Панайотом Хитовим, Филипом Тотю та іншими дядо Ільо зібрав і організував чети. Під час сербсько-османської війни влітку 1876 року Ільо Войвода зі своєю четою у 300 вояків, де були і його сини Никола й Іван, разом з іншими четами перейшов кордон Сербії і почав бойові дії на території османів в районах Кула, Белоградчик й Берковиця. Хоча він був тяжко поранений в подальших боях, але оклигав і знову став до лав чети. Через те, що сербська армія чинили спротив боротьбі болгар, через те, що поранення відбулося від кулі сербського офіцера, Ільо був дуже невдоволений. Він сказав:
«У містах хизуєтесь і брязкаєте своїми шаблями, а на полі бою біжите від турків…».
 Сербський князь Міхаїл Обренович поспішив нагородити його орденом за хоробрість «Татковски» і призначив йому пенсію у 150 динарів. Внаслідок поранення Ільо лишився двох ребер і його права рука була скалічена.

## Під час звільнення Болгарії від османів
Російсько-османська війна 1877-78 років почалася тоді, коли Ільо ще перебував у лікарні. Він отримав запрошення від російської армії. Незважаючи на наслідки ран, Ільо кинув лікарню і поїхав у Свіштов, де йому надали чин капітана і пропонують зібрати чету, до якої долучилось багато знаних гайдуків. Він водив чету разом з іншими гайдуцьким загонами в тил османській армії, де проводив розвідувальну діяльність, своїми нападами без кінця турбував османів. Через певний час його чету ввели до Західного загону генерала Йосипа Гурко. Йому було поставлене завдання перейти разом з російськими військами Стару Планину, взяти Софію і вийти в тил османським військам, які штурмували Шипкинський перевал. Це було тяжко, адже боротися приходилось не тільки з османами й башибузуками, але й з тяжкими умовами пересування військ гірською місцевістю, морозом. Чета Ільо Воєводи діяла настільки кмітливо й хоробро, що Гурко нагородив воєводу орденом за хоробрість «Святим Георгієм» і оголосив йому подяку. Після взяття Софії Гурко віддав усі болгарські чети під командування Ільо Воєводи. 27 грудня 1877 року чети звільнили місто Радомир, а 2 січня 1878 року — Дупницю.
Завдяки успішним хитрим діям Ільо Воєводи його четники разом лише з одним ескадроном російських військ 11 січня 2014 року звільнили Кюстендил, хоча російська влада вже почала глобальні перемови з османами, і бойові дії на території Болгарії були припинені. Хоча місто на короткий час довелось залишити, через підхід до нього сильних османських резервів, однак 17 січня Ільо з четою і більшим російським загоном повторно звільнили Кюстендил. Четники почали роззброювати турецьке населення. Наприкінці січня воєвода звільнив й рідне село Берово. Почалось встановлення болгарської влади, яке було припинено 22 березня 1878 року, коли Ільо Воєводу викликали до ставки верховного головнокомандувача російської армії. Там воєвода дізнався, що згідно з підписаним між Російською та Османською імперіями Сан-Стефанським договором його рідне село залишається під османською владою. Російське командування нагородило Ільо черговим орденом за хоробрість. Воєвода нічого не зміг зробити, аби звільнити рідне село, адже росіяни не дали б йому порушити угоду з османами. Через це Ільо з сім'єю відбув до Кюстендила, де схотів жити надалі, беручи безпосередню участь у розбудові міста.

## Життя Ільо Воєводи після звільнення Болгарії
Великі частини Сербії, Македонії і Болгарії залишились під владою османів. Ільо з цим не зміг зміритися. Він, незважаючи на свій вік, вступив до організації «Єдність», яка мала за мету повне звільнення болгар від іга. 5 жовтня 1878 року у Південно-Західній Болгарії спалахнуло Кресненсько-Разложське повстання проти османської влади. Ільо Воєвода брав діяльну участь у бойових діях зі своєю четою на правому березі річки Струма, адже прекрасно знав всі навколишні місця, де багато часу пересувався за часів свого гайдуцтва. Йому навіть вдалося одного разу захопити у османів артилерію. Однак повстання успіху не мало. Більшість чет були розформовані. Ільо повернувся до Кюстендилу без засобів до існування, через що був змушений просити про пенсію. Болгарська влада після настійливих запитів молодого депутата Народного зібрання Стефана Стамболова призначила Ільо пенсію у 220 левів.

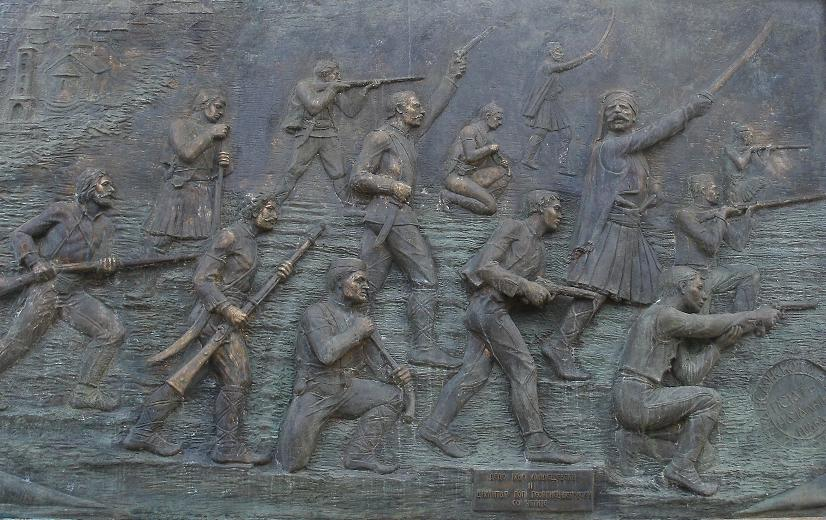
Ільо Малешевски и Димитир Беровски з четою на пам'ятній дошці на місту Гоце Делчев у Скоп'є.

У 1885 році спалахнула Сербсько-болгарська війна, у якій Болгарія залишилася практично сама, адже Російська імперія стала на бік Сербії і відкликала практично всіх своїх офіцерів з болгарської армії. Внаслідок цього у болгарській армії не було жодного офіцера старше від капітана. Російський імператор Олександр III вважав, що поки на престолі Болгарського князівства є принц з Батенбергів, його країна не буде допомагати Болгарії. Навіть відбувалися певні дії стосовно інформаційної підтримки сербів, створення уяви про невідворотність перемоги сербської армії. Треба відзначити, що сербський король Мілан IV ввів в оману своїх солдатів у королівському зверненні до армії. У ньому він наголошував, що сербські солдати йдуть на допомогу болгарам у війні проти османів. Згодом сербські солдати були здивовані: вони воювали з болгарами, замість того, щоб атакувати османів. Болгари ж мали проблему: як відправити війська до кордонів із Сербією, при цьому не оголивши кордони з Османською імперією, яка б потенційно могла б вторгнутися на територію Болгарії. У цей непростий момент болгарської історії Ільо, вік якого вже перевалив за 80, добровольцем прийшов на війну. Зі своєю четою він славно воював у складі Радомирського загону під керуванням відомого македонського революціонера Димитира Беровски. Багато болгарських офіцерів і простих вояків приходили до Ільо Воєводи, аби потиснути йому руку і просто помилуватися старим незламним гайдуком. Через участь Ільо у війні сербська влада зняла з нього ту пенсію, яка була призначена ще сербським князем Міхаїлом Обреновичем.

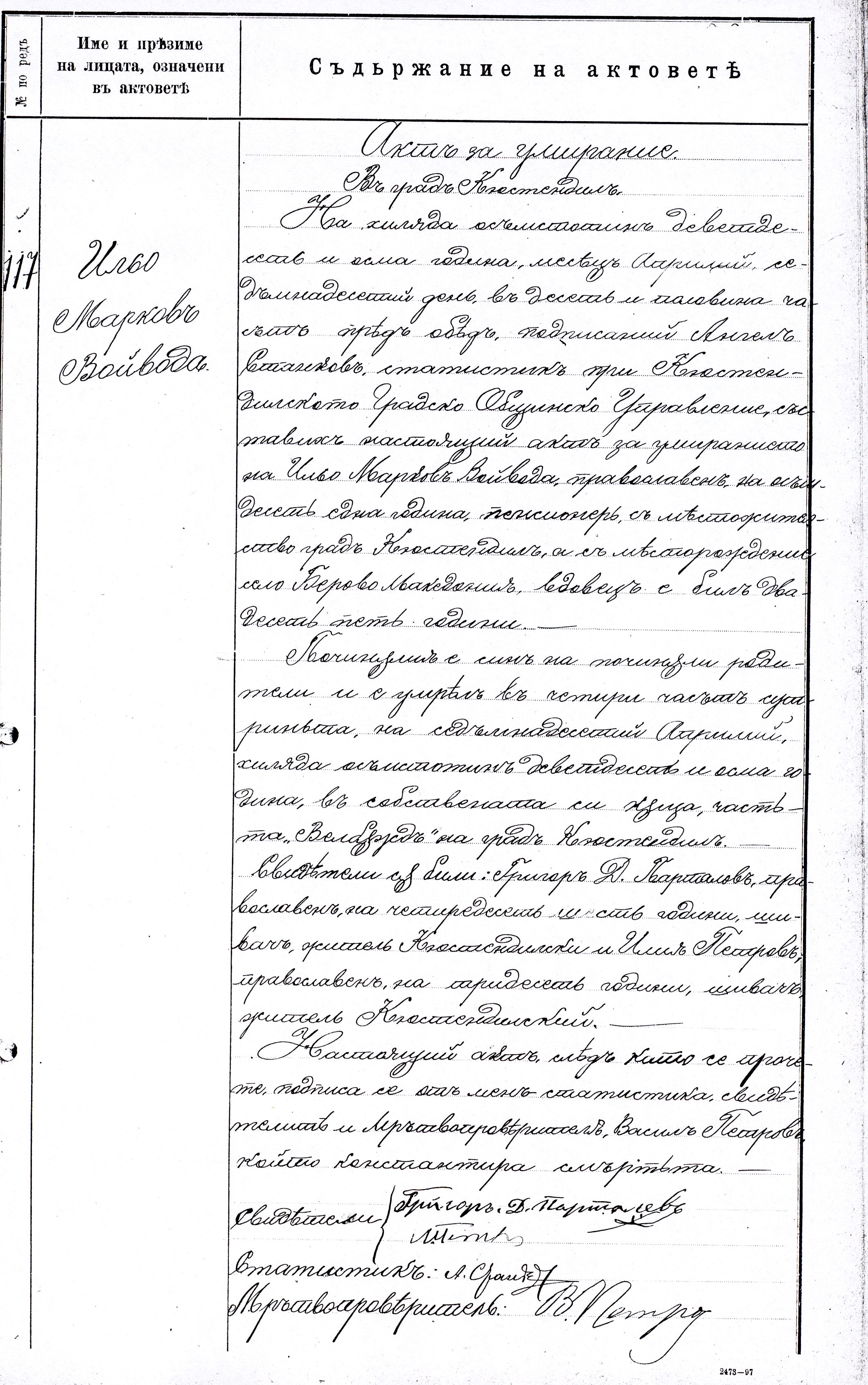
Свідоцтво про смерть Ільо Воєводи.

У 1890-х роках, коли розпочався широкий четницький рух у Македонії, Ільо надавав влучні поради четникам, які перебували у Кюстендилі перед перекиданням до місць боїв. Він брав активну участь у створенні четницького інституту ВМОРО. Незвичайна хоробрість Ільо була оспівана у багатьох народних піснях й легендах ще за його життя.

### Смерть
Помер Ільо Воєвода у Кюстендилі 17 квітня 1898 році у поважному віці ледь-ледь не дотягнувши до 93-го року. На його похорони прийшли практично усі жителі Кюстендила, численні його сподвижники, прихильники зі всієї Болгарії. Поховали його у тому ж Кюстендилі.

## Пам'ять
Після його смерті у Болгарії і Македонії пам'ять про нього збереглася у численних оповідках, піснях, легендах. У 1978 році Ільо Воєводу удостоїли звання почесного громадянина Кюстендила. У цьому місті відкрили будинок-музей видатного гайдука. Йому поставили пам'ятники і пам'ятні знаки, є названі його ім'ям вулиці у різних містах, заклади суспільного вжитку, зокрема, центр для людей з фізичними вадами, школа, бібліотека у тому ж Кюстендилі.

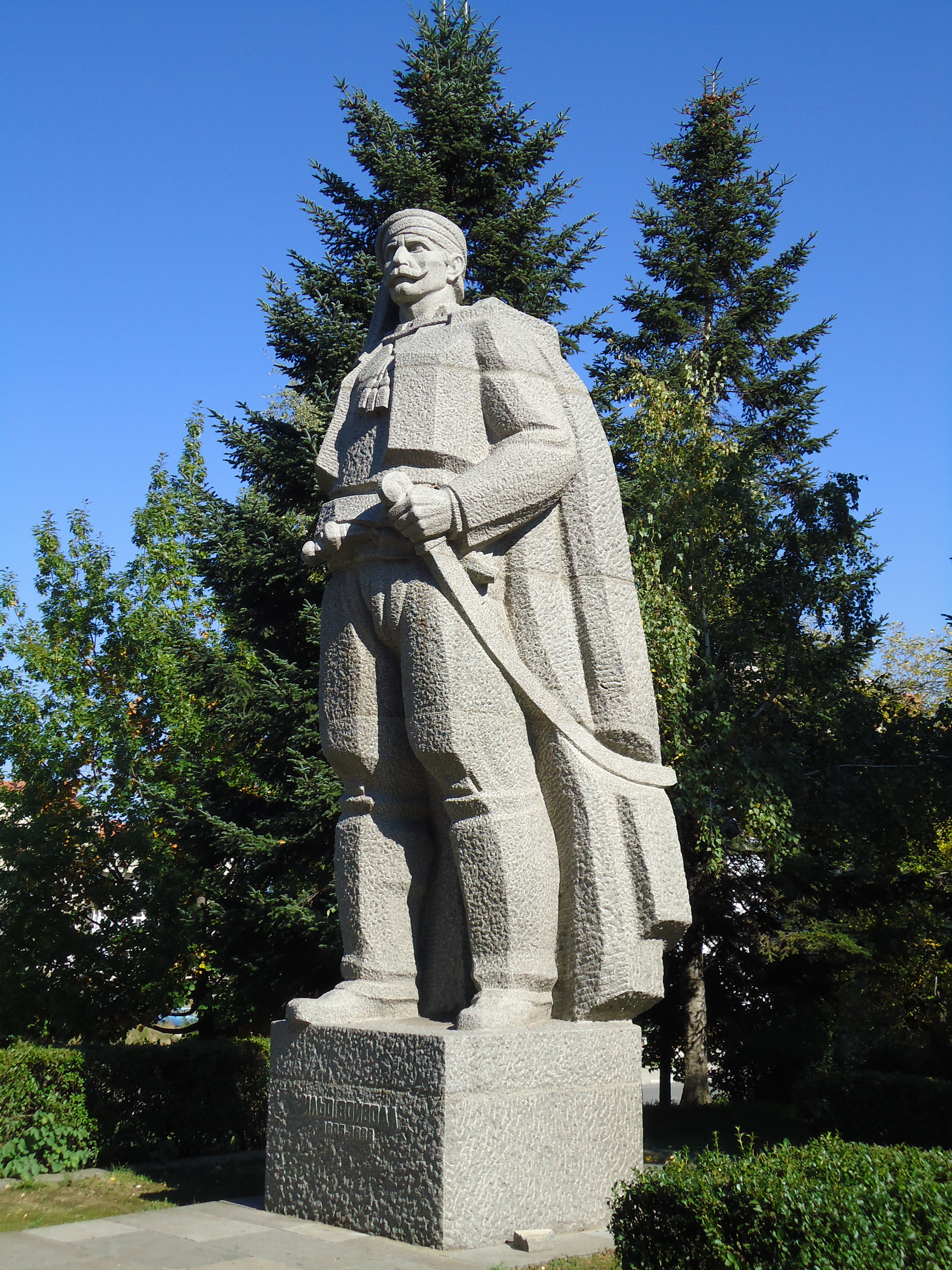
Пам'ятник Ільо Воєводі в Кюстендилі.